# Christine Brewer
Christine Brewer (Grand Tower, Illinois, 26 de octubre de 1955) es una soprano dramática estadounidense asociada al repertorio wagneriano y mozartiano. Ha sido comparada con dos sopranos norteamericanas del pasado reciente, Helen Traubel y Eileen Farrell.

## Vida
Estudió en la McKendree University de Lebanon, Illinois siendo maestra de música durante varios años antes de dedicarse al canto profesionalmente. 
Está casada con Ross Brewer, profesor de música, el matrimonio tiene una hija y continúan viviendo en Lebanon, Illinois.

## Carrera
Inició su carrera en San Luis, Misuri en el coro de la orquesta sinfónica de esa ciudad, en 1990 llegó su primer papel protagónico: Ellen Orford en Peter Grimes de Britten.
En 2003 debutó en el Metropolitan Opera de New York como Ariadne auf Naxos papel que cantó en Lyon, Paris, Santa Fe y la English National Opera; cantó Donna Anna en la Florida Grand Opera, la tintorera en La mujer sin sombra en Chicago junto a Deborah Voigt, Leonora en Fidelio e Isolda con la Ópera de San Francisco en 2006.
Interpretó Iphigénie en Tauride de Gluck en el Festival de Edimburgo, en Río de Janeiro y Madrid; así como La Helena egipcia y Alcestes en la Ópera de Santa Fe donde fue Lady Billows en Albert Herring de Benjamin Britten dirigida por Andrew Davis en 2010.
Como recitalista actuó en “Art of the Song” en el Alice Tully Hall del Lincoln Center en New York y en Washington D. C., Vancouver, Cleveland, San Luis, Santa Fe, Portland y en centros europeos y en el Wigmore Hall y en los Proms londinenses donde cantó en la representación de Tristán e Isolda dirigida por Donald Runnicles.
Fue Isolda también en el Festival de Edimburgo y en Los Ángeles dirigida por Esa-Pekka Salonen.

## Discografía selecta
- Barber: Vanessa, Leonard Slatkin.
- Beethoven: Fidelio, Colin Davis.
- Beethoven: Fidelio, David Parry, versión en inglés.
- Britten: War Requiem, Kurt Masur.
- Dvořák: Stabat Mater, Shafer.
- Gorecki: Sinfonía n.º 3, Donald Runnicles.
- Mahler: Sinfonía n.º 8, Simon Rattle.
- Marx: Canciones orquestales, BBC SO, Jiri Belohavek.
- Menotti: Canti della Lontananza, Roger Vignoles.
- Mozart: Don Giovanni, Charles Mackerras.
- Mozart: Requiem, Donald Runnicles.
- Richard Strauss: Lieder Vol. 1, Roger Vignoles.
- Richard Strauss: Cuatro últimas canciones; Wagner: "Liebestod" Tristan und Isolde, Donald Runnicles.
- Richard Strauss: escenas de Elektra, La mujer sin sombra y Salomé, Donald Runnicles.
- Richard Strauss: Ariadne auf Naxos versión en inglés, dirigida por Richard Amstrong.
- Schubert: Lieder, volumen 31 de la edición integral por Graham Johnson.
- Verdi: Requiem, Colin Davis, LSO 2008.
- William Bolcom: Songs of Innocence and Experience, Leonard Slatkin (Grammy mejor álbum clásico).
- Wagner: Tristan und Isolde, Donald Runnicles.
- Wagner, Wolf, Britten Songs. Roger Vignoles (Wigmore Hall Recital).
- Opera Arias, David Parry, LPO, Tannhäuser, Las bodas de Fígaro, Rodelinda, The Consul, Die tote Stadt, etc, versiones en inglés.
- Great Operatic Arias: Oberon, Euryanthe, Giuditta, Carousel, Don Giovanni, Alceste y Ah perfido! de Beethoven. David Parry.
- Recital en Wigmore Hall: Wesendonck Lieder, Brahms, Hugo Wolf, Grieg, etc.
- Echoes of Nightingales, encores de Kirsten Flagstad, Eileen Farrell, Eleanor Steber, Helen Traubel, Roger Vignoles, piano.